# Frihetsstraff

Antal fångar per 100 000 invånare under 2012. Grått innebär att data saknas.

Frihetsstraff, straffrättslig påföljd, med innebörd att den dömde på ett eller annat sätt berövas sin frihet under bestämd eller obestämd tid.